# Pseudapis carcharodonta
Pseudapis carcharodonta is een vliesvleugelig insect uit de familie Halictidae. De wetenschappelijke naam van de soort is voor het eerst geldig gepubliceerd in 2002 door Baker.